# Bojana Radulovicsová
Bojana Radulovicsová, v původní verzi Bojana Radulovićová (* 23. března 1973 Subotica) je bývalá srbsko-maďarská házenkářka. Reprezentovala rodné Srbsko a poté, co získala maďarské občanství, od roku 2000 i Maďarsko, s nímž dosáhla největších úspěchů, když vybojovala stříbro na olympijských hrách v Sydney v roce 2000, stříbro na mistrovství světa v roce 2003 a bronz na mistrovství Evropy v roce 2004. Byla nejlepší střelkyní mistrovství světa 2003, mistrovství Evropy 2004 a olympijského turnaje 2004. S Maďarským klubem Dunaújvárosi vyhrála v roce 1999 Ligu mistrů EHF, nejprestižnější evropskou klubovou soutěž, a v roce 1998 Evropskou ligu. Se srbským klubem ŽRK Radnički Belgrade v roce 1991 Pohár vítězů pohárů. Dvakrát, v letech 2000 a 2003, byla zvolena Mezinárodní házenkářskou federací nejlepší světovou házenkářskou roku.